# 衣帽間 (公共設施)
衣帽間，是一些公眾場所受托代訪客保管大衣、行李的地方，通常設於劇院、公園、溜冰場、運動場、車站、超級市場、賭場等的正門入口，目的是方便顧客進場享用娛樂，不必為暫時不用的衣帽行李所煩惱。
衣帽間在一些高級場所，例如會所、歌劇院等會有，目的如上，也顯影出其場所豪華典雅，有專人服務，無微不至。不過，在中國大陸的百貨公司、超市入口也有衣帽間，其另一目的是防盜、避免高買事件。
衣帽間服務有免責條款，內容與停車場差不多。

## 相關
- 有鎖的儲物櫃（Locker），功能跟衣帽間近似。